# Сакма (река)
Сакма — река в России, протекает в Саратовской области. Устье реки находится в 239 километрах от устья по левому берегу реки Большой Иргиз. Длина реки — 50 километров, площадь водосбора — 561 км².
Высота устья — 22 м над уровнем моря.

## Данные водного реестра
По данным государственного водного реестра России относится к Нижневолжскому бассейновому округу, водохозяйственный участок реки — Большой Иргиз от истока до Сулакского гидроузла. Речной бассейн реки — Волга от верхнего Куйбышевского водохранилища до впадения в Каспий.
Код объекта в государственном водном реестре — 11010001612112100010083.